# Dartmouth BASIC
Dartmouth BASIC – pierwotna wersja języka programowania komputerów BASIC, której autorami byli w 1963 r. John Kemeny i Thomas Kurtz z Dartmouth College w USA. 
Dartmouth BASIC był uruchamiany na maszynie GE 235 i IBM 704. Był zaprojektowany tak, aby mogli go opanować studenci wykorzystujący projektowany w Dartmouth eksperymentalny system podziału czasu. W odróżnieniu od późniejszych wersji BASIC-a, Dartmouth BASIC był językiem kompilowanym, a nie interpretowanym. Pierwsza historycznie implementacja języka napisana została dla systemu typu compile-and-go.